# ستاره پیش‌رشته اصلی

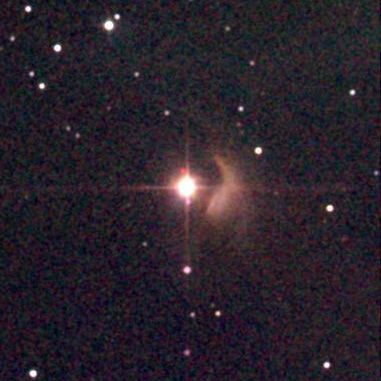
نمایی از T Tauri نمونهٔ اولیه کلاس هم‌نام ستارگان پیش‌رشته اصلی

ستاره پیش‌رشته اصلی (انگلیسی: Pre-main-sequence star) و (همچنین به عنوان ستاره PMS و جسم PMS نیز شناخته می‌شود) ستاره‌ای در مرحله‌ای است که هنوز به رشته اصلی نرسیده‌است. در اوایل زندگی خود، این جسم یک پیش‌ستاره است که با به دست آوردن جرم از گرد و غبار و گاز بین‌ستاره‌ای از اطراف خود رشد می‌کند. پس از اینکه پروستار این پاکت را از بین برد، از نظر نوری قابل مشاهده است و در خط تولد ستاره‌ای در نمودار هرتسپرونگ-راسل ظاهر می‌شود. در این مرحله، این ستاره تقریباً تمام جرم خود را بدست آورده‌است اما هنوز سوختن هیدروژن (یعنی همجوشی هسته‌ای هیدروژن) را شروع نکرده‌است. سپس ستاره منقبض می‌شود، دمای داخلی آن افزایش می‌یابد تا زمانی که شروع به سوزاندن هیدروژن در توالی اصلی سن صفر می‌کند. این دوره انقباض مرحله دنباله اصلی است.یک جسم PMS مشاهده شده می‌تواند یک ستاره T Tauri باشد، اگر دارای کمتر از ۲ جرم خورشیدی (M☉) باشد، یا اگر یک ستاره Herbig Ae / Be باشد، اگر دارای ۲ تا 8 M☉ باشد. با این وجود ستارگان پرجرم بیشتر هیچ مرحله ای از توالی اصلی ندارند زیرا آنها خیلی زود مانند ستاره‌های اولیه منقبض می‌شوند. تا زمانی که قابل مشاهده شوند، هیدروژن موجود در مراکز آنها در حال ذوب شدن است و آنها اجسام رشته اصلی هستند.